# Sepiatimalia
Sepiatimalia (Malacocincla sepiaria) är en fågel i familjen marktimalior inom ordningen tättingar.

## Utseende
Sepiatimalia är en 15–16 cm lång kortstjärtad tätting utan särskilda kännetecken. Ovansidan är olivbrun, hjässan gråare mörkbrun. I ansiktet syns ljusgrått på tygel och ögonbrynsstreck samt streckat beigebrunt på örontäckare och halssida. Vidare är den vitaktig på haka, mustaschstreck och strupe. På nedre delen av strupen och övre delen av bröstet syns gråbeige streckning, övergående till vitaktigt på buken och beigeockra på bakre flankerna. Jämfört med mycket lika rostgumpad timalia har sepiatimalia kortare stjärt, mörkare ovansida och tydligare streckning på övre delen av bröstet.

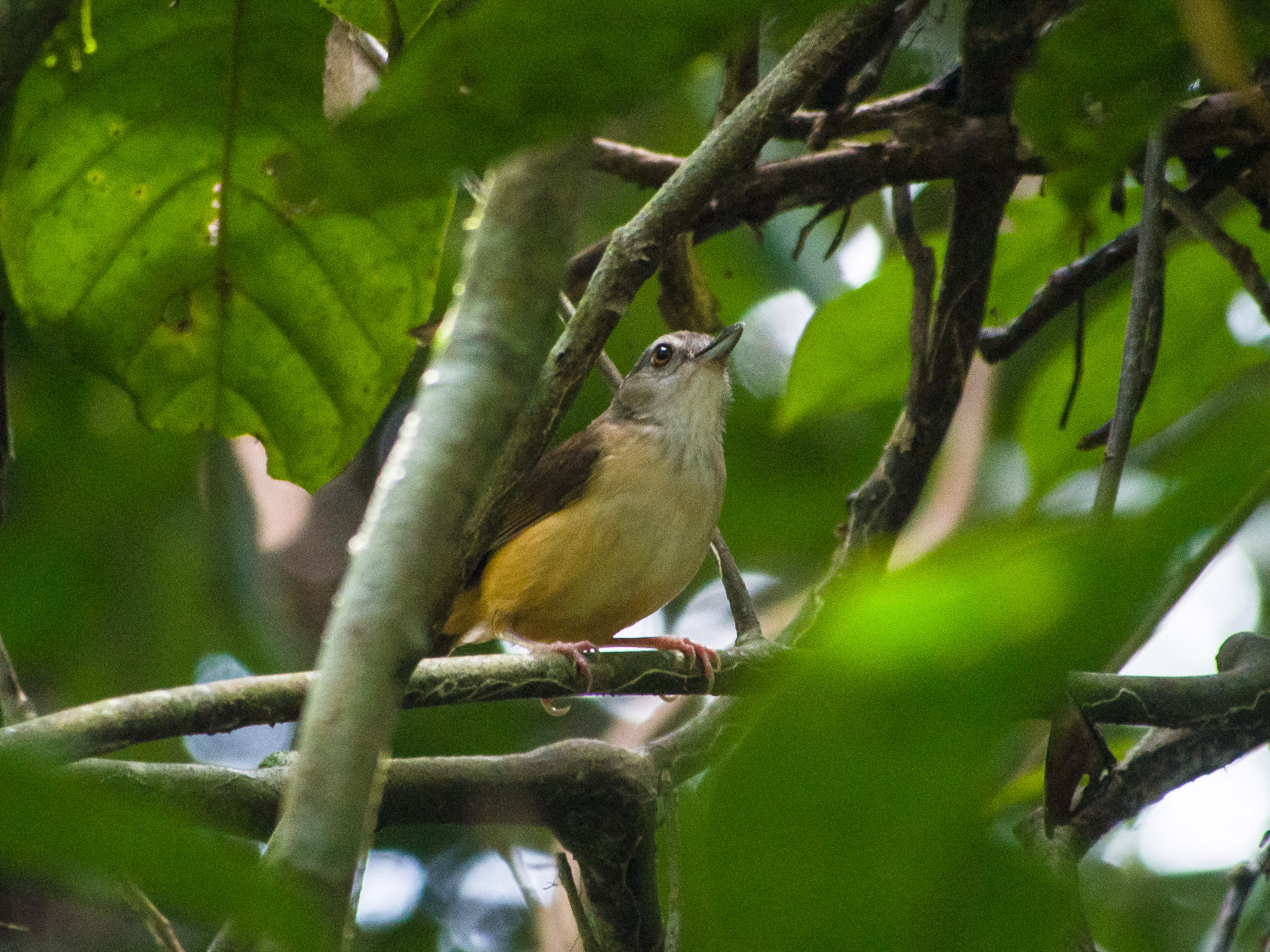

### Häckning
Häckningsperioden sträcker sig från februari till september och november på Borneo, april–maj på Malackahalvön och februari–maj på Java. Det breda och lite slarvigt ihopsatta boet består av döda löv och placeras i ett sly upp till en meter ovan mark. Däri lägger den två ägg.

## Utbredning och systematik
Sepiatimalia delas in i sex underarter med följande utbredning:
- tardinata – Malackahalvön (Pattani till Selangor och Pahang)
- liberalis – höglänta områden på nordvästra Sumatra
- barussana – höglänta områden på sydvästra Sumatra
- sepiaria – förekommer på Java och Bali
- harterti – norra och östra Borneo
- rufiventris – västra och södra Borneo

Underarten liberalis inkluderas ofta i nominatformen.

### Släktestillhörighet
Arten placeras traditionellt i släktet Malacocincla, men genetiska studier visar att den står nära bland annat kortstjärtad smygtimalia och variabel karsttimalia, båda traditionellt i Napothera. Flera taxonomiska auktoriteter har flyttat båda grupperna till släktet Turdinus som antogs vara närbesläktat, även om inga av dess arter testats genetiskt. Senare studier har dock visat att de endast är avlägset släkt, varvid sepiatimalia med släktingar återförts till Malacocincla.

## Levnadssätt
Sepiatimalia hittas i städsegrön lövskog, vanligen nära vatten, från låglänta områden upp till 700 meters höjd på Malackahalvön, 300–1400 på Sumatra och upp till 1700 meter på Borneo och Java. Den livnär sig på insekter som den söker efter på marken eller lågt i vegetationen, ibland något högre upp. Fågeln sens vanligen enstaka, i par eller smågrupper.

## Status och hot
Arten har ett stort utbredningsområde och en stor population, men tros minska i antal, dock inte tillräckligt kraftigt för att den ska betraktas som hotad. Internationella naturvårdsunionen IUCN listar därför arten som livskraftig (LC).